# Duninów
Duninów – przysiółek wsi Chocianowiec w Polsce, położony w województwie dolnośląskim, w powiecie polkowickim, w gminie Chocianów.
W latach 1975–1998 przysiółek należał administracyjnie do województwa legnickiego.
W miejscowości był przystanek kolejowy Duninów.